# نويل برايس
نويل برايس هو لاعب هوكي الجليد كندي، ولد في 9 ديسمبر 1935 في بروكفيل في كندا.

## وصلات خارجية
- نويل برايس على موقع دوري الهوكي الوطني (الإنجليزية)
- نويل برايس على موقع قاعة مشاهير الهوكي (لاعب أن.إتش.أل) (الإنجليزية)
- نويل برايس على موقع EliteProspects.com (الإنجليزية)
- نويل برايس على موقع HockeyDB.com (الإنجليزية)
- نويل برايس على موقع Hockey-Reference.com (الإنجليزية)